# Issenheim
Issenheim är en kommun i departementet Haut-Rhin i regionen Grand Est (tidigare regionen Alsace) i nordöstra Frankrike. Kommunen ligger i kantonen Soultz-Haut-Rhin som tillhör arrondissementet Guebwiller. År 2022 hade Issenheim 3 534 invånare.

## Befolkningsutveckling
Antalet invånare i kommunen Issenheim
| Referens: INSEE |